# Inna Ryskal
Inna Walerjewna Ryskal (ros. Инна Валерьевна Рыскаль, azer. İnna Valeryevna Rıskal; ur. 15 czerwca 1944 w Baku) – radziecka siatkarka pochodząca z Azerbejdżanu, czterokrotna medalistka olimpijska, wielokrotna medalistka mistrzostw świata i mistrzostw Europy.

## Kariera
Ryskal zaczęła uprawiać piłkę siatkową wraz z lekkoatletyką w wieku 12 lat. Jej pierwszym trenerem był Şamil Şamxalov. Z czasem zdecydowała się skupić na siatkówce. W 1960 roku, w wieku 15 lat zagrała pierwszy mecz w reprezentacji juniorów, a w 1961 dostała powołanie do kadry seniorskiej.
Radziecka strategia opierała się na czystej mocy – zawodniczkach ofensywnych. Ryskal była atakującą zespołu, jej przydomek „burza kaspijska” (ros. каспийская гроза, kaspijskaja groza) w pełni odzwierciedlał jej możliwości w ataku.
Ryskal czterokrotnie wystąpiła na letnich igrzyskach olimpijskich grając przy tym we wszystkich meczach. Wraz z drużyną zdobyła dwa złote (1968 w Meksyku i 1972 w Monachium) i dwa srebrne medale (1964 w Tokio i 1976 w Montrealu). Trzykrotnie zdobywała złote medale mistrzostw Europy, w 1963, 1976 i 1971. Na mistrzostwach świata trymowała raz – w 1970 w Bułgarii, a także dwukrotnie zdobywała wicemistrzostwo w 1962 w ZSRR i w 1974 w Meksyku. Wraz z reprezentacją zwyciężyła także w pucharze świata 1973. Ponadto jest również złotą medalistką letniej uniwersjady 1965.
W 2000 została uhonorowana członkostwem w galerii sław piłki siatkowej – Volleyball Hall of Fame. W owym czasie była samodzielną rekordzistką pod względem liczby zdobytych medali w piłce siatkowej.
Grała w bakijskim klubie Nieftjanik/Niefticzi. W mistrzostwach Związku Radzieckiego tryumfowała w 1976, zdobyła wicemistrzostwo w 1967 oraz zajęła trzecie miejsce w 1966 i 1972.
Za osiągnięcia sportowe została wyróżniona tytułem Zasłużony Mistrz Sportu ZSRR w 1968 i odznaczona Orderem Czerwonego Sztandaru Pracy.
Mieszka w Korolowie nieopodal Moskwy.